# Castillo de Bellver (petrolero)
El Castillo de Bellver fue un superpetrolero propiedad de la empresa estatal española Elcano, construido en los astilleros de Puerto Real (Cádiz, España), en 1978. El 6 de agosto de 1983 sufrió un incendio a 70 km de Ciudad del Cabo, en la bahía de Saldanha, Sudáfrica, cuando transportaba 252 000 toneladas de crudo, partiéndose en dos y provocando uno de los mayores derrames de petróleo. La corrosión del casco provocó el 25 de junio de 1994 un nuevo derrame desde los tanques del petrolero hundido.

## El superpetrolero español Castillo de Bellver
El Castillo de Bellver era el más grande —en tamaño y capacidad— de los cinco petroleros que poseía la empresa estatal española Elcano del Instituto Nacional de Industria (INI). Tenía un peso muerto de 271 000 t. El superpetrolero tenía una eslora total de 334 m, una manga de 55 m y un puntal de 27 m.
Fue construido en 1978 en los astilleros de Puerto Real, en Cádiz, con un coste de 2700 millones de pesetas. 
El petróleo que transportaba cuando ocurrío su incendio y posterior hundimiento era propiedad de la empresa nacional española ENPETROL (Empresa Nacional de Petróleos). La empresa estatal española Elcano sufrió la pérdida de otros dos buques en el Atlántico: el Castillo de Montjuic (granelero) en 1963 y el Elcano (petrolero) en 1972.

## Derrame de petróleo en Sudáfrica
El Castillo de Bellver había cargado crudo el 20 de julio de 1983 en dos puertos de los Emiratos Árabes (137 500 t en Jebeldhana y 112 500 t en Zirju Island) y hacía el camino de vuelta por la ruta de El Cabo hacia Cartagena (España) para hacer la entrega del crudo a la empresa propietaria, Enpetrol, prevista para el 21 de agosto.
El 6 de agosto de 1983 el petrolero Castillo de Bellver, con una carga de 252 000 toneladas de petróleo crudo ligero (tipo Murban y Upper Zakum), se incendió a unos 70 km al noroeste de Ciudad del Cabo (Sudáfrica).
El incendio provocó la deriva del barco partiéndose partió en dos y provocando el derrame de petróleo. La sección de popa —con unas 100 000 t de petróleo en los tanques— se hundió en aguas profundas, a unas 24 mni de la costa. La sección de proa fue remolcada lejos de la costa provocando su hundimiento con cargas explosivas controladas. Según la ITOF (The International Tanker Owners Pollution Federation Limited - Federación internacional de propietarios de petroleros contaminantes) aproximadamente 50 000 o 60 000 t se quemaron en el incendio. Inicialmente la marea negra se acercaba hacia la costa, pero un cambio de viento dirigió la mancha hacia alta mar —dirección noroeste— penetrando en la corriente de Benguela.
En el incendio, fallecieron tres de sus tripulantes.
El paso del tiempo provocó la corrosión del casco del petrolero hundido en el fondo del mar lo que provocó un nuevo escape en el buque el 25 junio de 1994. El petrolero aún contenía unas 100 000 t de crudo en sus tanques.

### Cuantía del derrame
La cifra del derrame, ya que se hundió con toda la carga, se considera en 252 000 toneladas. 
Según la ITOF a pesar del enorme derrame de petróleo (252 000 t totales) y considerando que se hundió la popa del barco con 100 000 t y se quemaron unas de 50 000 a 60 000 t todavía quedarían unas 100 000 t de vertido directo además de las 100 000 t supuestamente contenidas y no vertidas, en los depósitos de popa.
La corrosión del petrolero, provocó un nuevo escape en el buque el 25 de junio de 1994.

### Lluvia negra
Es reseñable la "lluvia negra" —gotitas de petróleo en el aire— que cayeron durante las primeras 24 horas después del incidente en los cultivos de trigo y tierras de pastoreo de ovejas en dirección este desde donde se produjo el accidente. El impacto tanto en los caladeros ricos y las poblaciones de peces de la zona también se consideró insignificante.